# Jan Palmén
Jan "Janne" Palmén, ljudtekniker och ljudkreatör. Född 1966 i Lysekil. Medverkade i Rally i Sveriges Radio P3 1996-2002 med bl.a. Stefan Livh, Anna Mannheimer, Peter Apelgren och Fredrik Wegraues. Producerade till exempel låten Bit ihop och kom igen med programmets Leif ”Loket” Olsson-imitation Leif Lotus Ohlsson (Peter Apelgren).
Därefter jobbade han tillsammans med Stefan Livh, Jocke Boberg och Jörgen Mörnbäck och levererade inslag till Salva i P3 2003-2005. Bl.a. gjorde han den busringande språkkursen Mr Black.
Basist i Rallys showorkester och i Ledbandet tillsammans med Peter Apelgren.
Idag är Janne kriminolog som anordnar kriminalhistoriska stadsvandringar i Göteborg under varumärket Crime Walks.